# Satchel Paige
Pour les articles homonymes, voir Paige.
Leroy Robert Paige, dit Satchel Paige (né le 7 juillet 1906 à Mobile (Alabama), décédé le 8 juin 1982  à Kansas City (Missouri)) est un joueur de baseball qui évolue dans la Negro League de 1926 à 1950 et dans la Ligue majeure de baseball de 1948 à 1953, avec une pige en 1965. Ce lanceur droitier est considéré comme l'un des plus grands joueurs de l'histoire.

## Carrière
Paige n'a eu la possibilité de jouer dans la Ligue majeure de baseball que tardivement en raison de la barrière raciale aux États-Unis. Il joue dans la Negro League de 1926 à 1950, notamment pour les Monarchs de Kansas City . Il commence sa carrière professionnelle sous l'uniforme des Chattanooga Black Lookouts en 1926 pour 50 $ par semaine.
En plus des matchs de championnat des Negro Leagues, Paige participe durant les années 1930 à de nombreux matches d'exhibition contre des formations dites All-Stars, montées autour de joueurs vedettes, noirs ou blancs. Paige a ainsi affronté nombre de stars blanches du jeu comme Babe Ruth, Joe DiMaggio, alors tout jeune, et autres Dizzy Dean. À l'occasion d'un match contre Dean, le score reste longtemps à 0-0. Paige lance alors à Dean qu'il est prêt à rester sur le terrain toute la nuit et qu'il n'accordera aucun point. Ce qu'il fit. L'équipe de Paige s'impose 1-0 en 14e manche.
En 1937, Paige, Josh Gibson et Cool Papa Bell jouent ensemble pour les Trujillo Stars en République dominicaine pour une série de six matches. La pression est telle, que l'armée protège les joueurs pendant et après les rencontres. Les Stars remportent la série et les anciens joueurs des Pittsburgh Crawfords rentrent bien vite à la maison. Paige est alors vendu aux Newark Eagles, mais il préfère signer au Mexique. Il reste un an au Mexique, lançant presque chaque jour. Épuisé, il rentre aux États-Unis où un docteur lui annonce que sa carrière de joueur de baseball est terminée. Quelques semaines plus tard, il signe chez les Monarchs de Kansas City où il brille pendant neuf saisons. Son mariage stabilise un peu sa vie de nomade. 
En 1946, des équipes All-Stars sont montées autour de Paige et du lanceur vedette blanc Bob Feller pour faire une tournée promotionnelle à travers les États-Unis. Ces deux formations s'affrontent 32 fois en 36 jours drainant plus de 400 000 spectateurs au stade. Déjà en 1941, Feller et Page avaient pris part à des matches d'exhibition les mettant aux prises. 
Le 7 juillet 1948, jour de ses 42 ans, il signe un contrat avec les Indians de Cleveland et devient la recrue des ligues majeures de baseball la plus âgée. En fin de saison 1948, qui se termine par une victoire en Séries mondiales pour les Indians, il prend part à 21 matchs de saison régulière, dont sept comme lanceur partant, avec six victoires pour une défaite et une moyenne de points mérités de 2,48. La réponse était cinglante aux critiques émanant notamment de la presse, Sporting News en tête, reprochant à Bill Veeck d'avoir embauché Paige pour ses qualités d'amuseur. Il est vrai que Paige était un showman exceptionnel. Deux ans après son arrivée chez les Indians, il s'installe sur une chaise berçante (rocking-chair, en France) dans l'enclos des lanceurs.
Sa carrière dans les ligues majeures dure cinq ans avec 28 parties gagnées, 476 manches lancées où il ne permet que 429 coups sûrs. En 1952, il dispute sa meilleure saison avec 12 victoires pour 10 défaites, une moyenne de points mérités de 3,07 et 91 retraits sur prises. 
Après ses trois saisons sous les couleurs des Browns de St. Louis, il revient dans la Negro League puis joue dans la Ligue internationale avec les Marlins de Miami.
En 1965, il revient dans les ligues majeures pour une seule partie avec les Kansas City Athletics ; il a 59 ans. Le 25 septembre, il n'accorde qu'un seul coup sûr et retire un frappeur sur prises en 3 manches lancées.
Satchel Paige avait mis au point toute une série de lancers qu'il avait lui-même baptisé : Hesitation Pitch, Bat Dodger, Hurry-Up Ball, Midnight Rider, Four-Day Creeper, Nothin’, Bee Ball, Jump Ball, Trouble Ball, The Two-Hump Blooper, Long Tom, The Barber, Little Tom et son fameux Midnight Rider (le cavalier de minuit), son lancer préféré.

## Palmarès
- Le nouveau joueur le plus âgé de l'histoire des ligues majeures (42 ans).
- Le lanceur le plus âgé dans l'histoire des ligues majeures (59 ans à sa dernière partie).
- Sa carrière dura près de 40 ans, de 1926 à 1965. C'est peut-être un record.
- Septième joueur noir à accéder à la Ligue majeure de baseball.
- Élu au Temple de la renommée du baseball en 1971.

Le problème des ligues noires, c'est qu'elles ne disposaient pas d'arbitres-marqueurs, ainsi, on ne connait pas avec précision les stats de ces ligues. On estime ainsi que Paige a pris part à 2500 matchs comme lanceur et qu'il a signé plus de 2000 victoires. Le reportage Histoire du baseball cite ces données. Autres chiffres étonnants, toujours résultats d'estimations mixant ses performances en ligues noires et en Ligue majeure : Environ 300 blanchissages en carrière, 64 manches consécutives sans accorder de point et 21 victoires consécutives. Ces données apparaissent extra-terrestres comparées aux performances des meilleurs lanceurs de Ligue majeure.